# Leonor Bonilla
Leonor Bonilla Martínez (Ciudad de México; 15 de marzo de 1970) es una actriz mexicana.

## Filmografía

### Telenovelas
- El manantial (2001-2002) - Mirna de Aguirre
- Laberintos de pasión (1999-2000) - Rebeca
- Madres egoístas (1991) - Avelina

### Series de televisión
- Mujer, casos de la vida real (2002-2006)

### Películas
- Cicatrices (2005) - Thelma
- Milenio, el principio del fin (2000) - Laura
- Rojo Amanecer (1989) - Chica Estudiante